# إل. جي. ديويت
إل. جي. ديويت (بالإنجليزية: L.G. DeWitt)‏ هو مهندس أمريكي، ولد في 23 مارس 1912 في إليبري في الولايات المتحدة، وتوفي في 1990.